# ナタン・ングム
ナタン・ングム・マンポール（フランス語: Nathan Ngoumou Minpole、2000年3月14日 - ）は、フランスとカメルーン、ガボンのサッカー選手。ポジションはMFもしくはFW。

## クラブ歴
トゥールーズ生まれでトゥールーズFCの下部組織出身。2018年11月にプロ契約を締結した。2019年5月24日にリーグ・アンで選手初出場を記録した。
2022年8月30日にボルシア・メンヒェングラートバッハに5年契約で完全移籍した。

## 代表歴
年代別代表ではフランス代表としての出場経歴があり、UEFA U-19欧州選手権2019に参加した。

## 私生活
祖父のクレマン・エボゾオ・エヤアはガボンのサッカー選手で、いとこのアチーレ・エマナは徳島ヴォルティスに在籍したカメルーンのサッカー選手である。そのため、ガボンとカメルーン双方の血を引いている。